# Louis-Hippolyte Lafontaine
Louis-Hippolyte Menard, detto Louis-Hippolyte Lafontaine (Boucherville, 1807 – Montréal, 1864), è stato un politico canadese.

## Biografia

### Biografia
Sostenitore del celebre politico canadese Louis-Joseph Papineau, fu probabilmente uno dei rivoltosi che parteciparono all'insurrezione del 1837 e, per questo, fu esiliato in Europa.
Rimpatriato nel 1838, fu nuovamente accusato ed arrestato, ma prontamente graziato. Entrato seriamente in politica come riformista, strinse un solido rapporto con il politico Robert Baldwin, divenendo con questi primo ministro del Canada (1842). Dimessosi nel 1843, nel 1848 ricostruì con Baldwin un governo responsabile verso l'Inghilterra, ottenendo nel 1854 il titolo di baronetto.

### Opere
- Les deux girouettes, ou l'hypocrisie démasquée, Montréal, 1834 (en ligne)
- Notes sur l'inamovibilité des curés dans le Bas-Canada, Montréal, 1837
- Analyse de l'ordonnance du Conseil spécial sur les bureaux d'hypothèques [...], Montréal, 1842
- De l'esclavage en Canada, Montréal, 1859[1] (en ligne)
- De la famille des Lauson. Vice-rois et lieutenants généraux des rois de France en Amérique, 1859 (en ligne)
- Adresse aux électeurs du comté de Terrebonne, 1840 (en ligne)